# Sainte-Anne-sur-Gervonde
Pour les articles homonymes, voir Sainte-Anne.
Sainte-Anne-sur-Gervonde est une commune française située dans le département de l'Isère, en région Auvergne-Rhône-Alpes.
Située dans l'ancienne province du Dauphiné, la commune se dénommait avant 1865 Sainte-Anne-d'Estrablin, ce qui a influencé son gentilé, ses habitants se dénommant les Trablinots.

## Géographie

### Situation et description
Il s'agit d'un village à l'aspect essentiellement rural positionné dans la région naturelle des Terres froides, une région naturelle du Nord-Isère et l'ancienne province du Dauphiné, situé au sud de l'agglomération de Bourgoin-Jallieu, à environ 10 km de Saint-Jean-de-Bournay, au sud de l'agglomération de Bourgoin-Jallieu
Malgré cette proximité, la commune est cependant adhérente à la communauté de communes Bièvre Isère dont le siège est fixé à Saint-Étienne-de-Saint-Geoirs.
La commune fait également partie de l'Aire urbaine de Lyon, elle se trouve en couronne de celle-ci.

### Communes limitrophes
| Meyrieu-les-Étangs    | Culin                    | Tramole           |
| Saint-Jean-de-Bournay | Sainte-Anne-sur-Gervonde | Eclose-Badinières |
|                       | Châtonnay                |                   |

### Climat
Pour des articles plus généraux, voir Climat d'Auvergne-Rhône-Alpes et Climat de l'Isère.
En 2010, le climat de la commune est de type climat des marges montargnardes, selon une étude du Centre national de la recherche scientifique s'appuyant sur une série de données couvrant la période 1971-2000. En 2020, Météo-France publie une typologie des climats de la France métropolitaine dans laquelle la commune est exposée à un climat de montagne ou de marges de montagne et est dans une zone de transition entre les régions climatiques « Moyenne vallée du Rhône » et « Alpes du nord ». 
Pour la période 1971-2000, la température annuelle moyenne est de 10,2 °C, avec une amplitude thermique annuelle de 17,6 °C. Le cumul annuel moyen de précipitations est de 1 034 mm, avec 10 jours de précipitations en janvier et 6,7 jours en juillet. Pour la période 1991-2020, la température moyenne annuelle observée sur la station météorologique de Météo-France la plus proche, « Bourgoin », sur la commune de Bourgoin-Jallieu à 11 km à vol d'oiseau, est de 12,4 °C et le cumul annuel moyen de précipitations est de 844,0 mm,. Pour l'avenir, les paramètres climatiques de la commune estimés pour 2050 selon différents scénarios d'émission de gaz à effet de serre sont consultables sur un site dédié publié par Météo-France en novembre 2022.

### Hydrographie
Le territoire communal est traversé par la Gervonde, une petite rivière, affluent de l'Amballon et sous-affluent du Rhône. La commune compte également de très nombreux étangs au nord de son territoire.

### Voies de communication et transports
Le territoire communal est situé hors des grands axes de circulation et n'est traversé que par quelques routes d'importance secondaire dont la RD56 (qui permet de rejoindre Bourgoin-Jallieu par la commune de Tramolé et des Éparres), la RD56a et la RD56c.
La bretelle d'autoroute la plus proche (A43 relie la commune à Lyon et à Chambéry) est située à moins de dix kilomètres du bourg :
 8 à 37 km : Bourgoin-Jallieu-centre, Nivolas-Vermelle, Ruy-Montceau
La gare ferroviaire la plus proche de la commune est celle de Bourgoin-Jallieu, desservie par des trains TER Auvergne-Rhône-Alpes.

## Urbanisme

### Typologie
Au 1er janvier 2024, Sainte-Anne-sur-Gervonde est catégorisée commune rurale à habitat dispersé, selon la nouvelle grille communale de densité à sept niveaux définie par l'Insee en 2022.
Elle est située hors unité urbaine et hors attraction des villes,.

### Occupation des sols
L'occupation des sols de la commune, telle qu'elle ressort de la base de données européenne d’occupation biophysique des sols Corine Land Cover (CLC), est marquée par l'importance des territoires agricoles (86,3 % en 2018), en diminution par rapport à 1990 (87,8 %). La répartition détaillée en 2018 est la suivante : 
terres arables (63,6 %), prairies (17 %), forêts (7,3 %), zones agricoles hétérogènes (5,6 %), zones urbanisées (5,2 %), eaux continentales (1,3 %). L'évolution de l’occupation des sols de la commune et de ses infrastructures peut être observée sur les différentes représentations cartographiques du territoire : la carte de Cassini (XVIIIe siècle), la carte d'état-major (1820-1866) et les cartes ou photos aériennes de l'IGN pour la période actuelle (1950 à aujourd'hui).

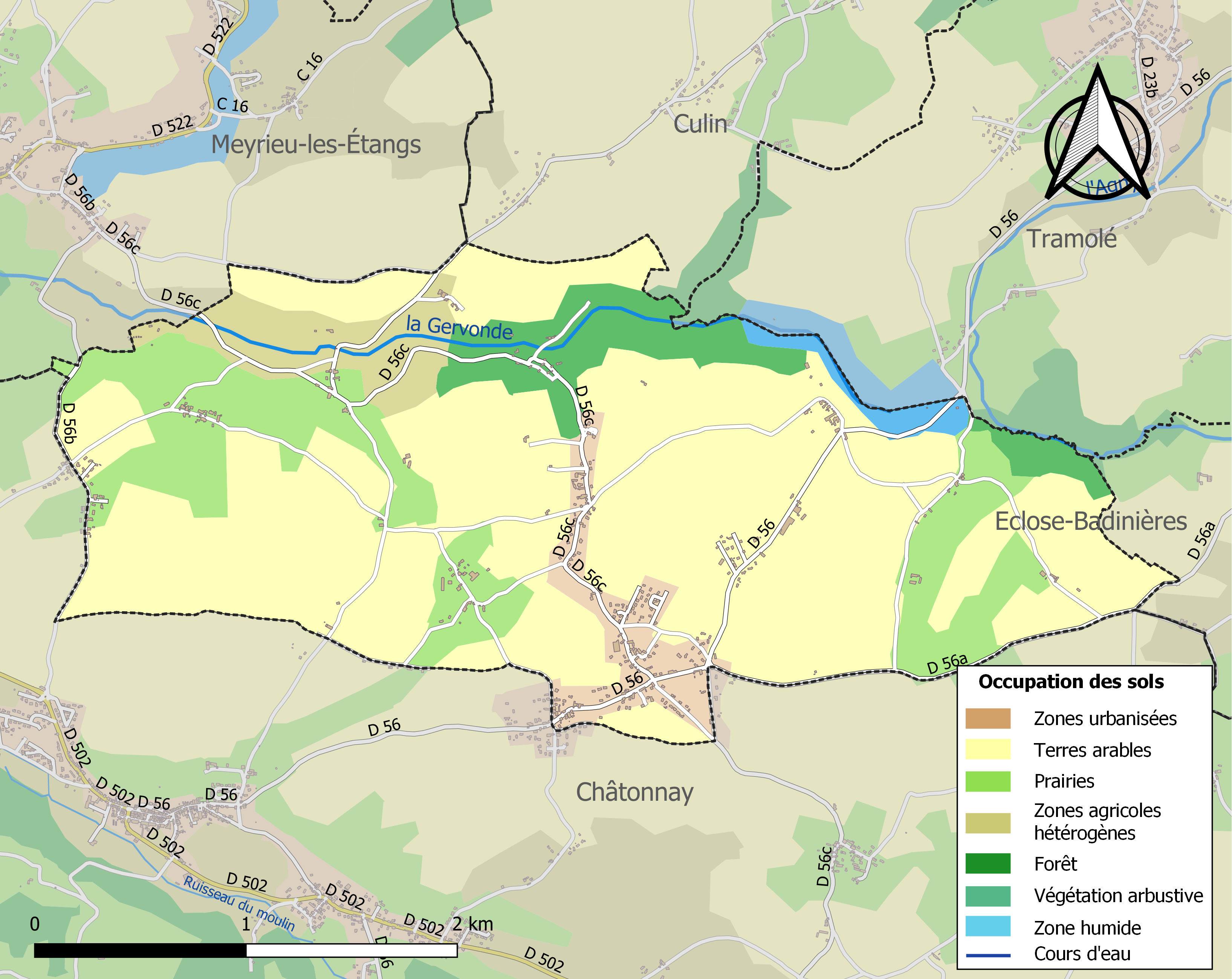
Carte des infrastructures et de l'occupation des sols de la commune en 2018 (CLC).

### Risques naturels et technologiques

#### Risques sismiques
L'ensemble du territoire de la commune de Sainte-Anne-sur-Gervonde est situé en zone de sismicité n°3 (modérée), comme la plupart des communes de son secteur géographique.
| Type de zone | Niveau            | Définitions (bâtiment à risque normal) |
| ------------ | ----------------- | -------------------------------------- |
| Zone 3       | Sismicité modérée | accélération = 1,1 m/s2                |

## Histoire

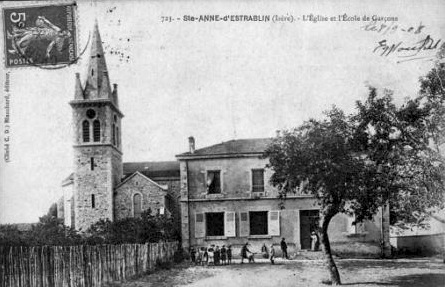
L'église et l'école des garçons avant 1908.

### Antiquité
Le secteur actuel de la commune de Sainte-Anne-sur-Gervonde se situe à l'ouest du territoire antique des Allobroges, ensemble de tribus gauloises occupant l'ancienne Savoie, ainsi que la partie du Dauphiné, située au nord de la rivière Isère.

### Époque contemporaine
Sainte-Anne-sur-Gervonde était, autrefois, une section de la commune de Châtonnay. Le 12 juillet 1865, elle fut érigée en commune distincte. Son nom d'origine était Sainte-Anne-d'Estrablin mais elle fut renommée Sainte-Anne-sur-Gervonde afin d'éviter des confusions avec la commune d'Estrablin, près de Vienne.

## Politique et administration

### Liste des maires
| Période                                  | Période  | Identité        | Étiquette | Qualité              |
| ---------------------------------------- | -------- | --------------- | --------- | -------------------- |
| mai 2020                                 | En cours | Pascal Compigne | LR        | Enseignant Chercheur |
| Les données manquantes sont à compléter. |          |                 |           |                      |

## Population et société

### Démographie
L'évolution du nombre d'habitants est connue à travers les recensements de la population effectués dans la commune depuis 1866. Pour les communes de moins de 10 000 habitants, une enquête de recensement portant sur toute la population est réalisée tous les cinq ans, les populations de référence des années intermédiaires étant quant à elles estimées par interpolation ou extrapolation. Pour la commune, le premier recensement exhaustif entrant dans le cadre du nouveau dispositif a été réalisé en 2006.

En 2022, la commune comptait 757 habitants, en évolution de +12,99 % par rapport à 2016 (Isère : +3,07 %, France hors Mayotte : +2,11 %).
| 1866 | 1872 | 1876 | 1881 | 1886 | 1891 | 1896 | 1901 | 1906 |
| ---- | ---- | ---- | ---- | ---- | ---- | ---- | ---- | ---- |
| 555  | 529  | 494  | 528  | 535  | 513  | 448  | 421  | 446  |

| 1911 | 1921 | 1926 | 1931 | 1936 | 1946 | 1954 | 1962 | 1968 |
| ---- | ---- | ---- | ---- | ---- | ---- | ---- | ---- | ---- |
| 411  | 362  | 356  | 350  | 346  | 345  | 322  | 305  | 269  |

| 1975 | 1982 | 1990 | 1999 | 2006 | 2011 | 2016 | 2021 | 2022 |
| ---- | ---- | ---- | ---- | ---- | ---- | ---- | ---- | ---- |
| 270  | 283  | 337  | 399  | 537  | 579  | 670  | 744  | 757  |

### Enseignement
La commune est rattachée à l'académie de Grenoble.

### Médias
Historiquement, le quotidien à grand tirage Le Dauphiné libéré consacre, chaque jour, y compris le dimanche, dans son édition du Nord-Isère, un ou plusieurs articles à l'actualité du canton, de la communauté de communes, ainsi que des informations sur les éventuelles manifestations locales, les travaux routiers, et autres événements divers à caractère local.

### Cultes
La communauté catholique et l'église de Sainte-Anne-sur-Gervonde (propriété de la commune) dépendent de la paroisse Saint Hugues de Bonnevaux  qui est, elle-même, rattachée au diocèse de Grenoble-Vienne.

## Culture et patrimoine

### Lieux et monuments
- Église Sainte-Anne de Sainte-Anne-sur-Gervonde.

### Personnalités liées à la commune
- Joseph Gandy (1839-1909) archevêque de Pondichéry.
- Paul Pellet (1859-1914), évêque missionnaire en Afrique né à Sainte-Anne-sur-Gervonde.

### Héraldique
|  | Sainte-Anne-sur-Gervonde possède des armoiries dont l'origine et le blasonnement exact ne sont pas disponibles. |